# Pehr Gellner
Pehr Pehrsson Gellner, född 22 juni 1834 i Järnboås församling, Örebro län, död 4 december 1905 i Stockholm, var svensk bergsbruksidkare, lantbrukare och organist. 

## Biografi
Pehr Pehrsson Gellner föddes 22 juni 1834 i Järnboås församling, Örebro län. Gellner var elev vid Stockholms musikkonservatorium 1848–1850 och avlade organistexamen 1849. Han blev associé av Musikaliska akademien 1866. Gellner arbetade som bergsbruksidkare och lantbrukare. Han avled 4 december 1905 i Stockholm.